# ピラミッドクイズ
『ピラミッドクイズ』は、1977年10月5日から1978年3月29日までテレビ朝日系列局（一部を除く）で放送されていたテレビ朝日製作のクイズ番組である。放送時間は毎週水曜 19:00 - 19:30 （日本標準時）。

## 概要
アメリカの人気クイズ番組『Pyramid』をアレンジしたクイズ番組で、芸能人解答者と一般解答者が組んだペア同士が連想クイズで対戦。勝利ペアは、賞金100万円を賭けた後述の「ピラミッド」に挑戦できる。キャッチフレーズは「イマジネーション、スタート！」。
当初の進行は勝ち抜きペアと挑戦者ペアによる勝ち抜き戦方式で、いずれかが賞金100万円を獲得または5組勝ち抜きを達成するまで競いあっていたが、放送開始から3か月でトーナメント方式に変えられ、番組の目玉である「ピラミッド」の回数が2回から1回に減らされた。
司会は西川きよしが、芸能人解答者は谷隼人、松岡きっこ、毒蝮三太夫などが務めていた。番組の音楽は越部信義が担当した。観客席は、前期には解答席とピラミッドの間の奥に設けられていたが、後期には解答者席の裏の位置に変更されていた。

## オープニングの進行
テーマ曲とともに、それぞれ「¥1,000,000」と書かれたピラミッドの各辺が左辺 → 右辺 → 底辺の順に映し出された後、暗いスタジオの中に照らされたピラミッド全景が映し出される。そしてきよしの「イマジネーション、スタート！」の掛け声とともに、下段左のパネル（各パネルには「ピラミッドクイズ」とタイトルが書かれている）がアップで映し出される。
男性の声「三角形」「連想」「百万円！」と女性の声「ピラミッドクイズ！」が入った後、パネルが下がって「¥5,000」（下段の賞金額）の賞金が表示される。せり上がる音楽とともに、下段中 → 下段右 → 中段左 → 中段右の順にパネルが開いていく。そしてファンファーレ調の音楽とともに、上段パネルが開いて「¥1,000,000」の賞金（これは6問全問正解のみ登場する特別表示）が表示され、その状態で画面がズームアウトし、スタジオが明るくなったところで「ピラミッドクイズ」のタイトルテロップがズームアウトする。
なお、ルールがトーナメント方式に変更された後期には、いきなり明るいスタジオでピラミッドが映し出される短縮版に差し替えられていた。

## 前期ルール
出場者は芸能人と一般参加者のペアで、前回から引き続き出場のチャンピオンペアと挑戦者ペアの2組が出場。対戦とピラミッドは、1回の放送で2回ずつ行われていた。

### 対戦
出場ペアのいずれか1人は、6つあるジャンルから1つ選ぶ。この中には「ラッキー問題」があり、制限時間内に5問正解すると、勝敗に関係なく賞品を獲得できる。
問題は連想問題で、ペアの片方がヒントを出し、もう片方が答える。制限時間は30秒。出し役は第1回戦と第3回戦では芸能人、第2回戦では参加者となる。
双方3回戦ずつ行い、最高得点を獲得したペアのみが下記の「ピラミッド」に挑戦できる。「対戦」時の賞金は、1点につき5千円。

### ピラミッド
まず答え役の参加者がピラミッドのすぐ前の椅子に座り、出し役の芸能人がその真向かいに座る。
問題は全6問。制限時間60秒の間に6つのキーワードをすべて答えられたら頭上から紙吹雪と風船が舞い、賞金100万円を獲得（公正取引委員会の規定上、それまでの賞金はリセット）。5問以下の時点では正解したキーワードの賞金を加算し、次の対戦へとなり、5組勝ち抜きで終了となる。なお、ピラミッドの構成は下段3枚・中段2枚・上段1枚となっており、賞金は下段が1枚5千円、中段が1枚1万円、上段が3万円となっている。

## 後期ルール
出場ペアは4組。進行はトーナメント方式に変更された。
まず出場ペア2組が1回戦を行い、点数の多かったペアが決勝進出。やり方は前期の「対戦」と同じ。そして勝ち抜いた2組が決勝戦を行い（方式は「対戦」と同じだが、第2回戦までしか行わない）、勝ったペアのみが一発勝負の「ピラミッド」に挑戦できる。